# Сарутахико
Сарутахико Ōками (猿田毘古大神, 猿田彦大神) — ками японской религии синто; предводитель земных ками. Норито также упоминает его под именем Даймёдзин (大明神, великий светлый бог, или великий добродетельный бог) вместо Ōками (大神, великий ками). Сарутахико Ōками был главой куницуками, а в "Джинно сётоки" говорится, что он был предком Отаномикото.
Сарутахико Ōками считается символом Мисоги (очищения), силы и наставничества, поэтому он является покровителем таких боевых искусств, как айкидо. Он находится в Великом храме Цубаки в префектуре Миэ, первом среди 2000 святынь Сарутахико Ōками, Сарутахико Дзиндзя в Исэ, Миэ, и храме Оасахико в префектуре Токусима. В «Нихон сёки» именно он встречает Ниниги-но Микото, внука ками солнца Аматэрасу Омиками, когда тот спускается с Такама-га-хара. Он изображен в виде высокого мужчины с большой бородой, украшенным драгоценностями копьем, румяным лицом и длинным носом. Поначалу он не хочет пропускать Ниниги, пока его не уговаривает Амэ-но Удзумэ-но Микото, ками танца и искусств, на которой он впоследствии женится. Ещё Сарутахико считался в Исэ «ками, освещающим небо и землю», и местные верующие почитали его как ками солнца (олицетворение солнца) до Аматэрасу Омиками.